# Ambrosius Stub

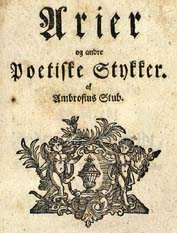
Arier og andre poetistke Stykker, af Ambrosius Stub. København 1771

Ambrosius Christoffersen Stub född i maj månad 1705 i Gummerup, Fyn och död 15 juli 1758 i Ribe, var en dansk skald och författare. 

## Författarskap
Stub arbetade som lärare i Ribe. Han skrev både dryckesvisor och psalmer och är representerad i den danska Psalmebog for Kirke og Hjem. I sin diktning, med stark inriktning på naturlyrik, fick han rokoko och verklighetssinne att ingå en lycklig förening.

## Psalmer
- Jeg ser dit kunstværk, store Gud
- Uforsagt, hvordan min lykke
- Ved Jesu navn forlades alle synder
- O høje råb, hvis lige aldrig hørtes
- Lyksalig endte da min frelser sine dage